# 安珀法伊爾湖
46°34′17″N 9°09′05″E / 46.571386°N 9.151384°E

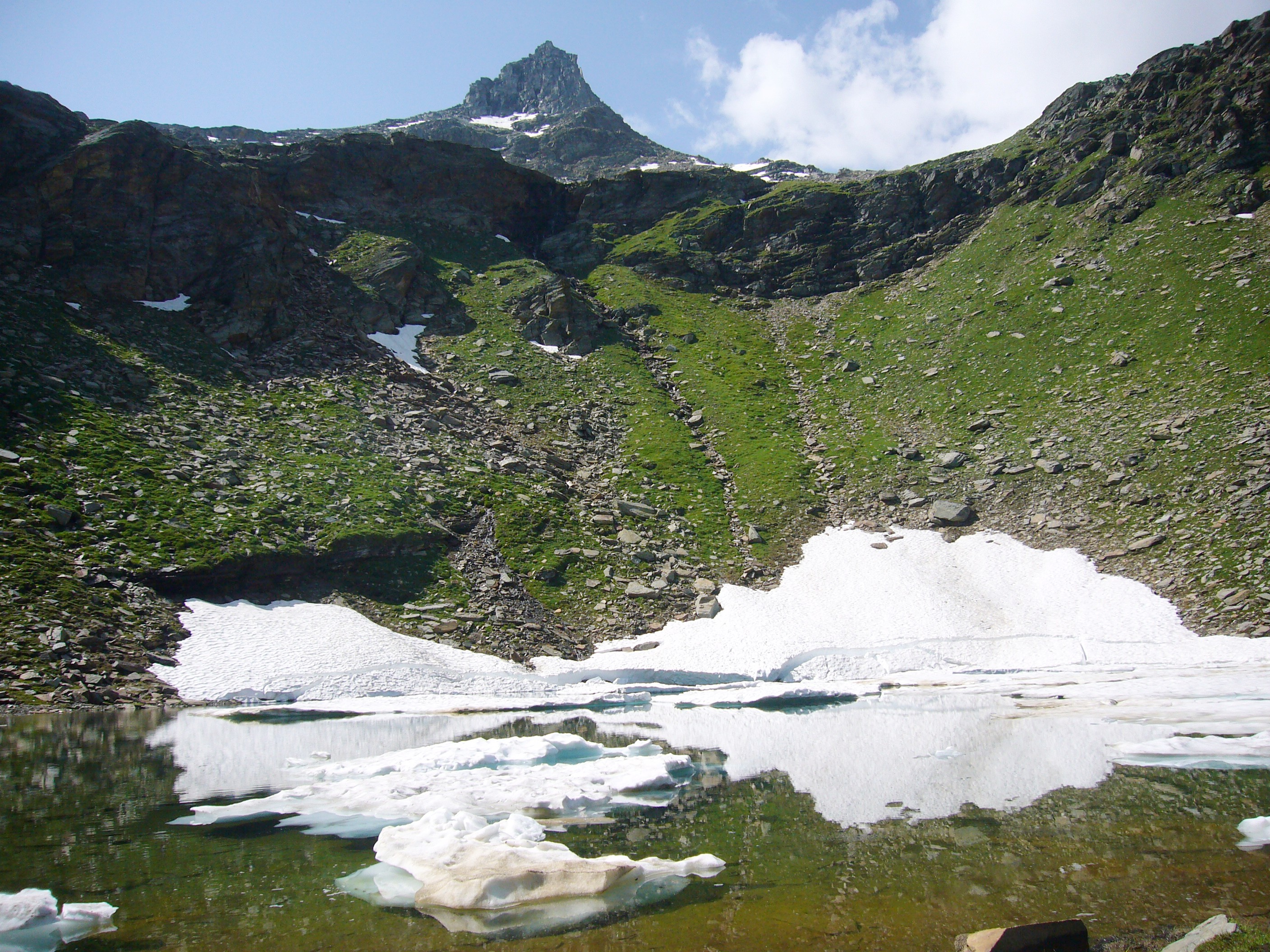

安珀法伊爾湖（Amperveilsee），是瑞士的湖泊，位於該國東南部，由格勞賓登州負責管轄，長0.3公里、寬0.1公里，面積0.01平方公里，海拔高度2,377米，最大水深浅于15米。